# Europäisches Solidaritätskorps
Das Europäische Solidaritätskorps (ESK) ist ein Freiwilligendienst, der von der EU-Kommission eingerichtet wurde. Im Rahmen des Dienstes sollen 18- bis 30-Jährige bei Freiwilligen- und Beschäftigungsprojekten helfen.

## Ziel
Das Europäische Solidaritätskorps soll beispielsweise bei Großschadenslagen wie Erdbeben in europäischen Ländern helfen. Auch für längerfristige Projekte in der Flüchtlingshilfe oder im Umweltschutz sollen die Teilnehmer eingesetzt werden.

## Teilnahmevoraussetzungen und Struktur
Menschen, die die Staatsangehörigkeit eines EU-Landes besitzen oder sich rechtmäßig in der Europäischen Union oder in Island, Liechtenstein, Mazedonien, Norwegen und der Türkei aufhalten und zwischen 18 und 30 Jahren alt sind, können sich für den Dienst für zwei bis zwölf Monate bewerben. Die Registrierung ist jedoch bereits ab 17 Jahren möglich. Behörden, Nichtregierungsorganisationen, Unternehmen und vom Solidaritätsgedanken geleitete Einrichtungen, müssen die  Voraussetzungen als Aufnahmeorganisation erfüllen und sich der Charta des Europäischen Solidaritätskorps verpflichten.
Derzeit unterstützen acht EU-Programme das Europäische Solidaritätskorps:
- Erasmus+ Programm mit dem Europäischen Freiwilligendienst (EFD)
- EU-Programm für Beschäftigung und soziale Innovation (EaSI)
- LIFE-Förderprogramm für Umwelt, Naturschutz und Klimapolitik
- Europa für Bürgerinnen und Bürger der Exekutivagentur Bildung, Audiovisuelles und Kultur (EACEA)
- Asyl-, Migrations- und Integrationsfonds (AMIF)
- Europäischer Fonds für regionale Entwicklung (EFRE) (durch das Programm INTERREG)
- Europäischer Landwirtschaftsfonds für die Entwicklung des ländlichen Raums (ELER)
- EU-Gesundheitsprogramme der Exekutivagentur für Verbraucher, Gesundheit, Landwirtschaft und Lebensmittel (CHAFEA).

### Freiwilligenprojekte
Teilnehmer an Freiwilligenprojekten leisten eine unbezahlte Freiwilligentätigkeit in Vollzeit und der Europäische Solidaritätskorps baut hier auf den seit 1996 bestehenden Europäischen Freiwilligendienst (EFD) (EU-Programms Erasmus+ Jugend in Aktion) sowie anderen EU-Förderprogrammen auf. In der Regel erhält der Teilnehmer eine Verpflegung, die Reisekosten, eine Versicherung und ein Taschengeld.

### Beschäftigungsprojekte
Teilnehmer in Beschäftigungsprojekten erhalten einen Arbeitsplatz mit einem Arbeitsvertrag und einen Lohn im Einklang mit den örtlichen gesetzlichen und tariflichen Verhältnissen ebenso bei einem Ausbildungsplatz mit einem Ausbildungsvertrag sowie bei einem Pratikumsplatz mit einem Beschäftigungs- bzw. Praktikumsvertrag und ergänzend einen Unterhaltsbeitrag.

## Entwicklung
Am 14. September 2016 kündigte EU-Kommissionspräsident Jean-Claude Juncker die Schaffung des Europäischen Solidaritätskorps an. Die ersten Registrierungen für das Korps erfolgten ab 7. Dezember 2016.
Bis 2018 haben sich bereits rund 70.000 Personen registrieren lassen und knapp 7000 absolvieren bereits einen Dienst oder ein Praktikum. Am 11. September 2018 stimmte das EU-Parlament für eine weitere Finanzierung für zwei Jahre für bis zu 100.000 Menschen im Umfang von 375,6 Millionen Euro zu. Ab 2021 gibt es Planungen für ein noch umfangreicheres Programm für den Zeitraum 2021 bis 2027 mit einem Budget von 1,26 Milliarden Euro.